# Milena (Caltanissetta)
Milena (Milocca em Siciliano, gentílico: milenesi) é uma comuna italiana da região da Sicília, província de Caltanissetta, com cerca de 3.446 habitantes. Estende-se por uma área de 24 km², tendo uma densidade populacional de 144 hab/km². Faz fronteira com Bompensiere, Campofranco, Grotte (AG), Racalmuto (AG), Sutera.

## Geografia
Milena surge numa zona montanhosa a 423 metros acima do nível do mar. Acha-se na parte ocidental da província a leste do rio Platani, região central da Sicília. Faz limites com as comunas de Bompensiere, Campofranco, Grotte, Racalmuto e Sutera. Distante 36 km da Agrigento, 45 km de Caltanissetta e a 86 km de Enna.

## História
Com o nome originário de "Milocca" (do árabe Mulok, que significa cerejeira ou propriedade grande) o município nasce em 1924 sob o decreto n°3032 de Vítor Emanuel III da Itália.
A partir de 1933, em homenagem à rainha Milena de Montenegro, mãe da rainha Helena de Montenegro, esposa de Vítor Emanuel III da Itália o município foi renominado para "Milena".
Em 1946, as primeiro eleições administrativas foram realizadas escolhendo a primeira administração municipal democraticamente.

## Pontos turísticos
- Igreja Matriz - Dedicada à Imaculada Conceição, está localizado na Praça Garibaldi, erguda em 1881 e foi concluída em 1877, por necessidade de se ter uma igreja maior que a de São Martinho, pequenas e inseguras, que comportassem toda a população. Tem pinturas e esculturas dentro de Francesco Biangardi.[1][2][3] Após a construção da igreja se seguiu a construção da torre do relógio, passando por recente[quando?] restauração.
- Quinta de São Martinho - Remonta ao século XVII.[1][2][3]
- A Cruz - localizado na Via Nazionale, é um santuário construído na primeira metade do século XX, substituindo uma antiga capela, sob a forma de giz "cubuluni", que foi feito para segurar a cruz de madeira dado a Milena, carregado sobre os ombros do padre Gioacchino La Lomia, um frade capuchinho de Canicatti, a quem a população atribui graças e milagres.

## Cultura

### Festas

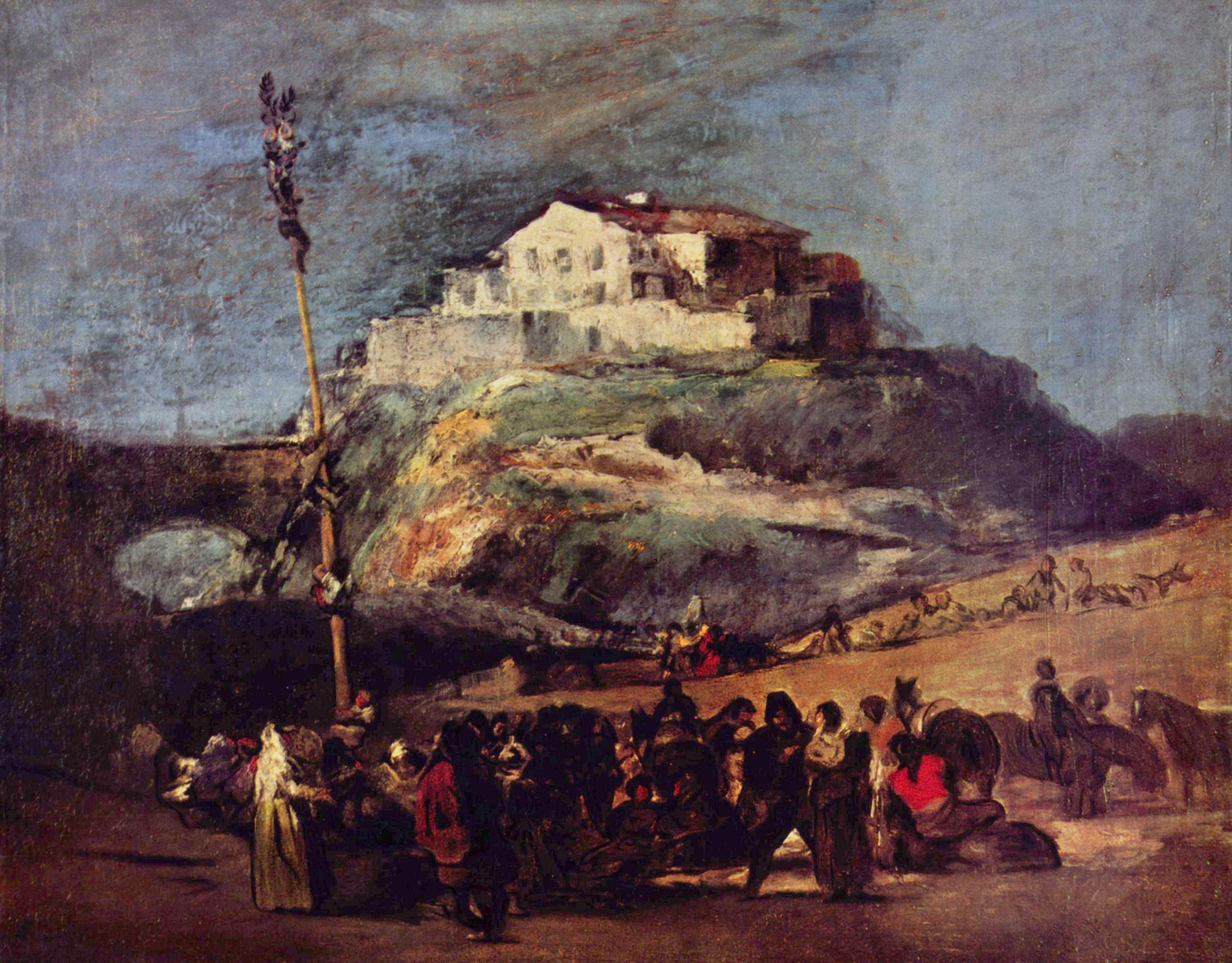
Goya, l'albero della Cuccagna (subida no pau-de-sebo).

A primeira festa do ano coincide com o carnaval, entre fevereiro e março. A festa caracteriza por carros alegóricos marchando com quadros de máscaras. A terça-feira de carnaval caracteriza-se pelo desfile de todas as escolas, enquanto a quinta-feira a festa é dedicada aos costumes culinários, onde se consome almôndegas ao molho de tomate com farinha de rosca condimentadas, queijo e aromas, como um tipo especial de hortelã chamada "sambriglia", acompanhado de degustação livre de outros produtos locais, incluindo pão chamado "scanatu" temperado com azeite e queijo e vinho.
Durante os verões, cerca de trinta dias, espetáculos de teatro, cinema, jogos e atividades para crianças são realizadas na Praça e no Parque da Cidade. Espetáculos teatrais e projeções de filmes e animações para crianças desenvolvem-se em praças e no Parque Urbano da cidade. No parque há um jardim naturalístico, contando com um panorama de inumeráveis espécies de flores.

### Festa de São Giuseppe
A festa de São Giuseppe, patrono da Itália, celebra-se em 19 de março. Em Milena é marcada pela elaboração de um baquete oferecido pelas famílias aos mais carentes. A prática é caracterizada por uma grande mesa onde sentam-se geralmente 13 pessoas, representando os Apóstolos, José, Maria e Jesus.
O almoço é preparado com produtos da estação e diversos pratos. Oferece-se em almoço pães de erva-doce especialmente preparados com amêndoa torrada, laranja e grão-de-bico, chamados de "truscitedda" ou "rizzimedda". Após o almoço acontece a missa e uma procissão.

### Sexta-feira Santa
Em comemoração à Sexta-feira Santa ocorre a procissão do Senhor Morto acompanhado de antigos cantos populares de lamento. A procissão e encenação é marcada pelas quinze estações da Paixão de Cristo.

### Festa de Santo Antão
Na segunda-feira consecutiva ao segundo domingo de agosto é dedicado a festa religiosa de Santo Antão do Deserto. A jornada de feste é cadenciada por liturgias solenes e culmina com a procissão e encenação da vida de Santao Antão pelo deserto nas ruas da cidade.

### Segundo Domingo de Maio
No segundo domingo de maio, na Vila de Vittorio Veneto, realiza-se a subida no Pau-de-sebo, que consiste em subir em um tronco de árvore, com cerca de oito metros, tomado por sabão, sebo ou graxa, a fim de buscar o prêmio, uma crina de cavalo no topo.

### Festivais
O segundo sábado de agosto é o dia dedicado ao Festival da  Imbriulata, prato típico local. Prato que as donas de casa preparavam como refeição para os camponeses, para comer durante o trabalho no campo, feita com massa folhada laminados, azeitonas, batatas, queijo e carne de porco picada, que agora substitui o "frittole".

## Demografia
| Variação demográfica do município entre 1861 e 2011                               |
|                                                                                   |
| Fonte: Istituto Nazionale di Statistica (ISTAT) - Elaboração gráfica da Wikipedia |

### Emigração
Nos anos 50 a população chegou a 5.000 habitantes, por causa da escassez de empregos, e da emigração do norte da Itália para o exterior. Grande parte dos emigrantes estabelecu-se em Asti e municípios vizinhos, outra grande parte de Aix-les-Bains (França), na sequência outras pequenas comunidades foram para Basileia (Suíça) e em menor número para Inglaterra, Bélgica, Venezuela e Estados Unidos. Na década de 60 começou um declínio grande da população que continua até os dias atuais, tanto com a diminuição de nascimentos (uma família média naqueles anos era entre 3 e 5 crianças) quanto a emigração que continuou.

## Economia
Milena é uma cidade dedicada à agricultura, os campos são cultivados por quase completamente por milho, e o restante por vinhas, amêndoa, fava, tomate.
Quase toda a população é composta de agricultores, seu rendimento é direta ou indiretamente, um produto da agricultura. Há pequenas atividades manufaturadas de ferro e madeira.

## Cidades irmãs
Atualmente Milena tem como cidade irmã:
- Aix-les-Bains, França, desde 1992.[1][2][3]